# Madonna Huldschinsky (Carlo Crivelli)
La Madonna Huldschinsky è un dipinto a tempera e oro su tavola (62x40 cm) di Carlo Crivelli, databile al 1460 circa e conservato nel San Diego Museum of Art. È firmato "OPVS KAROLI CRIVELLI VENETI".

## Storia
L'opera è nota da quando si trovava nelle collezioni reali di Atene, prima di passare alla raccolta Dohna-Mallmitz e poi a quella Huldschinsky di Berlino. Fu esposta nel 1906 al Kaiser Friedrich Museum. Nel 1926 passò da Colnaghi (Londra) e poi Harding (New York), prima di approdare al museo di San Diego nel 1947.
La firma è ritenuta autografa, con datazione ai primi anni dell'attività del pittore, durante o subito dopo il soggiorno a Padova alla bottega di Francesco Squarcione. Non è infatti da escludere che la presenza di quel "veneti" nella firma sottintenda che la tavola venne dipinta fuori dal Veneto, magari nella tappa in Dalmazia, dove l'artista si recò qualche tempo prima del 1461.
Dell'opera esiste una replica con qualche variante firmata "Opus P. Petri" che il Longhi sciolse nel nome di Pietro Calzetta, altro pittore di cultura padovana.

## Descrizione e stile
La tavola rettangolare, nata probabilmente per la devozione privata, mostra Maria che, affacciandosi da un parapetto, tiene fermo il Bambino, in piedi su di esso. Dietro di essa sta un ricco drappo doppio damascato, rosso al centro (appeso tramite un'asticella) e dorato sullo sfondo. La Madonna al parapetto, schema di derivazione fiamminga ormai popolarissimo in Italia e a Venezia in particolare, venne di fatto replicato dall'artista lungo tutta la sua carriera, aggiungendo creando nuove varianti.
Evidente è il retaggio padovano dell'opera, a partire dalle due succose mele che pendono in alto, ricordo del peccato originale, fino all'esuberanza decorativa dell'oro e alla composizione stessa, usata spesso dagli squarcioneschi. Un acutissimo realismo permea la tavola, con la piccola natura morta della lettera chiusa in primo piano, appesa al parapetto ligneo che mostra venature e nodi.
Il tipo fisico della Madonna assorta mostra invece i contatti con gli artisti fiorentini presenti a Padova, quali Donatello e Filippo Lippi: al secondo in particolare rimandano la figura così viva del Bambino, che protetto dal volto della madre sbircia attentamente verso il lato dello spettatore, e l'incarnato tenero e chiaro della Vergine, assorta nei pensieri legati alla premonizione del destino tragico del figlio.
Protagoniste, come in molte opere di Crivelli, sono le mani di Maria, che tengono con delicatezza il figlio. Quella destra in particolare è distesa in primo piano con le dita serrate e presenta un rilievo tutto scultoreo, di ispirazione donatelliana. Forse per accentuarne il risalto, la Madonna è in evidente sproporzione rispetto al minuto Bambino.
L'influenza dei fiorentini si legge anche nella rappresentazione in prospettiva delle aureole, come dischi luminosi e lucidi sospesi sopra la nuca.